# موز ۳۰۱۶
سیارک ۳۰۱۶ (به انگلیسی: 3016 Meuse، نامگذاری:1981EK) سه هزار و شانزدهمین سیارک کشف شده‌است که در ۱ مارس ۱۹۸۱ کشف شد.
قدر مطلق سیارک برابر ۱۲٫۴۰ است.